# Gheorghe Storin

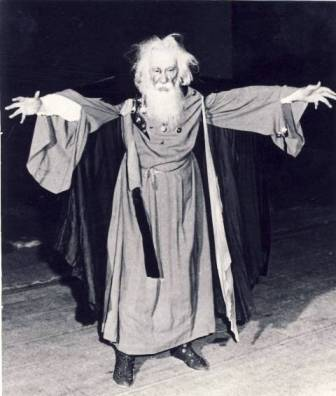
Gheorghe Storin pe scenă.

Gheorghe Storin (n. 16 martie 1883, București, România – d. 1 octombrie 1968, București, România) a fost un actor român, profesor de artă dramatică (1947 - 1952) la Institutul de artă teatrală și cinematografică „I.L. Caragiale”. 

## Biografie
A studiat arta dramatică la Conservatorul din București cu C.I. Nottara. La Teatrul Național din București, pe scena căruia a jucat, cu intermitențe, încă din 1902, precum și în „Compania Alexandru Davila” și în „Compania Bulandra-Storin-Manolescu-Maximilian”, Storin a creat cu mare forță dramatică un vast repertoriu de roluri în piese clasice și contemporane românești și străine: Castriș din „Patima roșie” de M. Sorbu, rolul titular din „Michelangelo” de Alexandru Kirițescu, Vulpașin din „Domnișoara Nastasia” de G.M. Zamfirescu, Don Salluste din „Ruy Blas” de Hugo, Scarpia din „Tosca” de V. Sardou, Nikita din „Puterea întunericului” de Tolstoi, Satin și Actorul din „Azilul de noapte” de Gorki etc.
A fost mobilizat timp de trei luni în cursul Primului Război Mondial.
A decedat în 1968 și a fost înmormântat în Cimitirul Bellu.

## Distincții

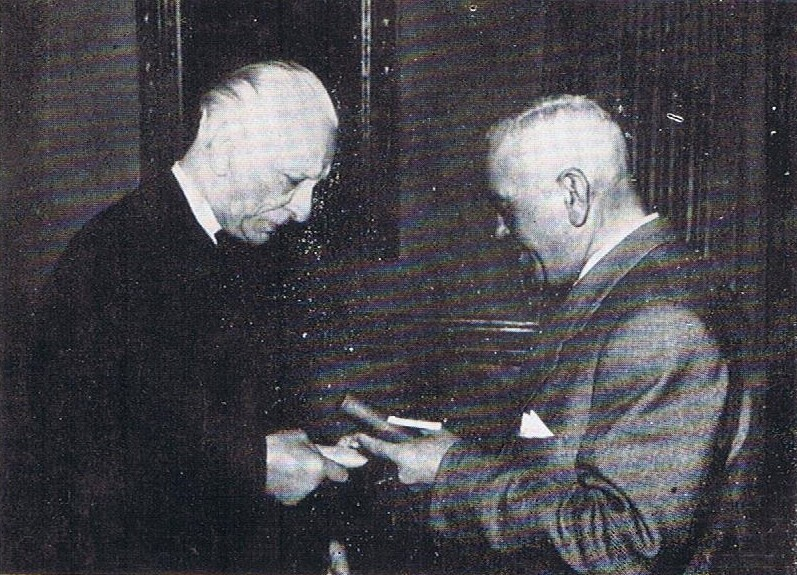
Dr. Petru Groza înmânează actorului Gh. Storin „Ordinul Muncii” clasa I-a în 1953.

- Ordinul Meritul Cultural în gradul de Cavaler cl. I, pentru teatru (23 septembrie 1942)[3]
- titlul de Artist Emerit al Republicii Populare Române (28 aprilie 1951)[4]
- Medalia „A cincea aniversare a Republicii Populare Române” (24 decembrie 1952) „pentru lupta și munca duse în vederea făuririi, consolidării și prosperării Republicii Populare Române”[5]
- titlul de Artist al Poporului din Republica Populară Română (23 ianuarie 1953) „pentru merite deosebite, pentru realizări valoroase în artă și pentru activitate merituoasă”[6]
- Ordinul Muncii clasa I-a (21 martie 1953) „cu ocazia împlinirii a 70 de ani de la naștere, pentru activitate rodnică și merite excepționale în domeniul artei”[7]
- laureat al Premiului de Stat (ante 1955)[1]
- Ordinul Steaua Republicii Populare Romîne clasa I (11 aprilie 1963) „pentru activitate îndelungată și merite deosebite în domeniul artei dramatice, cu prilejul împlinirii a 80 de ani de la naștere”[8]
- Ordinul Meritul Cultural clasa I (6 noiembrie 1967) „pentru activitate îndelungată în teatru și merite deosebite în domeniul artei dramatice”[9]

## Filmografie
- Amorurile unei prințese (1913)
- Pe valurile fericirii (1920)
- Televiziune (1931) - bancherul Noris
- Trenul fantomă (1933) - Dr. Stirling